# Мастер часослова Бусико
Мастер Бусико, или Мастер маршала Бусико — анонимный французский или фламандский художник, работавший с 1405 по 1420 год в Париже. Своё имя получил в честь часослова маршала Франции Жана Бусико, который он иллюстрировал в 1410—1415 годах.
Своим интересом к изображению природы и новаторскими приёмами иллюстрирования Мастер Бусико предвосхищает творчество таких художников, как Ян ван Эйк и Жан Фуке. Есть попытки идентифицировать его с фламандским художником, миниатюристом и архитектором Жаком Куне, который работал с 1398 по 1404 год в Париже и Милане. Мастер Бусико несколько раз работал совместно с Мастером Бедфорда над иллюминированием рукописей.